# Rakúsy
Rakúsy (em húngaro:Rókus; alemão:Roks) é um município da Eslováquia, situado no distrito de Kežmarok, na região de Prešov. Tem 6,34 km² de área e sua população em 2018 foi estimada em 4.507 habitantes.

## Demografia
| Ano:        | 1994 | 2004    | 2014    | 2024    |
| ----------- | ---- | ------- | ------- | ------- |
| Broj ljudi: | 1477 | 2151    | 3038    | 3512    |
| Razlika:    |      | +45,63% | +41,23% | +15,60% |

| Ano:               | 2023 | 2024   |
| ------------------ | ---- | ------ |
| Número de pessoas: | 3415 | 3512   |
| Diferença:         |      | +2,84% |